# F. H. Barber Provincial Park
Der F. H. Barber Provincial Park ist ein rund 8,5 Hektar (ha) großer Provincial Park in der kanadischen Provinz British Columbia. Der Park gehört zu der Gruppe von nur rund 5 % der Provincial Parks in British Columbia die eine Fläche von 10 ha oder weniger haben.

## Anlage
Der schmale Park zieht sich am südlichen Ufer des Fraser River im Fraser Valley Regional District, etwa 1 km westlich von Laidlaw bzw. 18 km südwestlich von Hope, entlang. Nach Norden begrenzt der Fluss den Park, während er nach Süden durch eine Eisenbahnstrecke der Canadian National Railway und den Highway 1 begrenzt wird.
Bei dem Park, der am 4. Oktober 1978 eingerichtet wurde, handelt es sich um ein Schutzgebiet der Kategorie II (Nationalpark). Seit seiner Einrichtung wurden die Grenzen mehrmals neu festgelegt und seine Größe änderte sich von ursprünglich 6 ha auf die heutige Größe.

## Tourismus
Der Park verfügt über keinen „offiziellen“ Zugang. Touristische Infrastruktur und besondere touristische Attraktionen bietet der Park nicht.